# South Palm Beach (Florida)
South Palm Beach város az USA Florida államában, Palm Beach megyében. 

## Népesség
A település népességének változása: